# Sivry (Étalle)
Pour les articles homonymes, voir Sivry.
Sivry est un village de la commune belge d'Étalle située en Région wallonne dans la province de Luxembourg.
Avant la fusion des communes de 1977, Sivry faisait déjà partie de la commune d'Étalle.

## Situation
Ce village gaumais est implanté sur la rive droite de la Semois, entre les villages d'Étalle et Chantemelle.

## Description
Le noyau central de la localité se compose principalement de maisons et fermettes aux façades en crépi précédées d'usoirs (cours où le charroi agricole et/ou le fumier étaient entreposés). De nombreuses constructions récentes sont alignées le long de la route nationale 83b entre Sivry et Étalle, faisant de Sivry le prolongement sud-est du village d'Étalle.
On ne recense aucun édifice religieux dans le village.